# Долгоруков, Юрий Алексеевич (боярин)
Князь Ю́рий Алексе́евич Долгору́ков (ок. 1610, Москва (?) — 15 мая 1682) — русский государственный деятель, наместник, воевода, дворецкий и боярин. Родственник боярина Б. И. Морозова по женской линии и Милославских. Рюрикович в XXIII колене, из княжеского рода князей Долгоруковых.
Старший сын воеводы князя Алексея Григорьевича Чертёнка Долгорукова († 1646) и Пелагеи Петровны Буйносовой-Ростовской.
Имел братьев: боярина и дворецкого князя Дмитрия и окольничего Петра Алексеевичей, и сестру княжну Степаниду (упомянута 1633).

## Биография
Стольник (1627). Стольник, за обеденным столом государя «смотрел в кривой стол» (06 апреля 1634). Находился на дворцовой службе: прислуживал за обеденным столом государя, распоряжался винами, участвовал в приёмах и отпусках иностранных послов и патриархов, дежурил при гробах умерших царевичей, в отличие от других, остававшихся для обережения столицы, всегда сопровождал государя в поездках на молебны и в подмосковные сёла, весьма часто приглашался к столу государя (1634—1654). На службе в Туле, в полку князя Якова Куденетовича Черкасского (1638 и 1641).
Воевода в Венёве (май 1645) и по «крымским вестям» указано ему быть всходе с князем Фёдором Семёновичем Куракиным. Послан в Крапивну приводить к присяге царю Алексею Михайловичу жителей и войска (14 июля 1645). Воевода в Путивле (1646—1647), здесь он по поручению князя Н. И. Одоевского и В. П. Шереметьева должен был сноситься с гетманом Гонсевским о предполагаемом съезде, причём в грамотах упоминается только Н. И. Одоевский, на что жаловался государю Шереметьев как на нанесённое ему бесчестие, за что государь повелел Долгорукова посадить на неделю в тюрьму.
Извещает государя из Путивля о намерении крымского царя учинить набег на Украину (29 мая 1647).
Из стольников прямо пожалован в бояре (25 ноября 1648). Возведён в сан дворецкого (1649). Председательствовал в Ответной палате при чтении выборными Соборного уложения (октябрь 1648). Управлял Приказом сыскных дел (1649—1650).
По приходе крымцев к Орлу назначен 1-м воеводой в Мценске (07 ноября 1650). Начальник Пушкарского приказа (с августа 1651—1677). Боярин и наместник Суздальский, назначен первым послом к Яну Казимиру, но в Литву не ходил, а был вместо него Афанасий Осипович Прончищев (10 октября 1651).
Местничал с Г.Г. и С.Г. Пушкиными по поводу мест в Думе (1651).
Послан с другими воеводами в Брянск собирать ратных людей (23 апреля 1654), а оттуда идти войной на польских и литовских людей (09 мая 1654). С посланным сеунчем уведомляет государя о взятии приступом Мстиславля (20 июля 1654), то же о взятии Шклова (04 сентября 1654), Дубровны (16 октября 1654), о взятии Слонима, Мира, Клецке, Мыши и Столовичей (20 сентября 1655).
Участвовал в переговорах с цесарскими послами (14 декабря 1655). Приехавший от него сеунч к государю известил о взятии Юрьева (26 октября 1656). В переговорах с венгерскими послами (29 января 1658). Отправляется с войском в Минск и далее к Полоцку для оберегания вновь завоёванных земель (12 февраля 1658). Назначен главнокомандующим всеми войсками действовавших против гетманов Павла Сапеги и Гонсевского (07 мая 1658), идёт к Вильно и разбивает у села Верки польские войска, берёт в плен Гонсевского, после чего отступает к Шклову, не преследуя разбитые польские войска, за что получает строгий выговор царя.
Возвратился в Москву и жалован за службу царём (декабрь 1658). Отправился с полком в Калугу (05 июля 1659) и после удачного поражения крымцев возвратился в Москву (12 сентября 1659). Отправляется во главе войск против поляков (18 июля 1660). 24 сентября - 10 октября 1660 года происходит битва на реке Бася с войсками полководцев Сапеги, Чернецкого, Полубинского и Паца, после чего отправляется к Могилёву. В октябре к нему прибыл князь Никита Григорьевич Гагарин с милостивым государевым словом.
Прибыл в Москву и был у руки государя (02 февраля 1661).
Боярин и наместник Суздальский, был в переговорах с шведскими послами (20 мая 1661).
За победу под Губаревом пожалован: шубой золотой бархатной цена 300 рублей, кубок цена 140 рублей, придачи и ефимок 1 000 рублей для покупки вотчин (15 августа 1661), в тот же день назначен главнокомандующим войск против поляков.
В переговорах с шведскими послами (28 февраля и 14 марта 1662).
Назначен начальником приказа Казанского дворца (октябрь 1663—1679). Наместник Тверской, участвует в переговорах с английским послом (19 февраля 1664). Участвует в посольстве под Смоленск с князем Никитой Ивановичем Одоевским, для заключения мира с поляками (апрель 1664). При внезапном появлении в Успенском соборе сосланного патриарха Никона, был в числе лиц, посланных к нему для побуждения уехать скорее в Воскресенский монастырь (18 декабря 1664).
Начальник приказа Казённого двора (1666).
Получил приказ идти главным воеводою для усмирения бунта Степана Разина (01 августа 1670). Под его руководством бунт был усмирён, Степан Разин задержан и доставлен в столицу, за что князь Юрий Алексеевич награждён шубой собольей цена 365 рублей, серебряным кубком и денежной придачей 140 рублей с выкупом из поместья в вотчину.
Наместник тверской, вёл переговоры с польскими послами (08 декабря 1671). Участвовал в переговорах с польскими послами в местечке Янцове (10 сентября 1671). Учинял договор с послами о нарушении Андрусских соглашений (30 марта 1672). Вёл переговоры относительно выбора в польские короли — царевича Фёдора Алексеевича (14 февраля 1674).

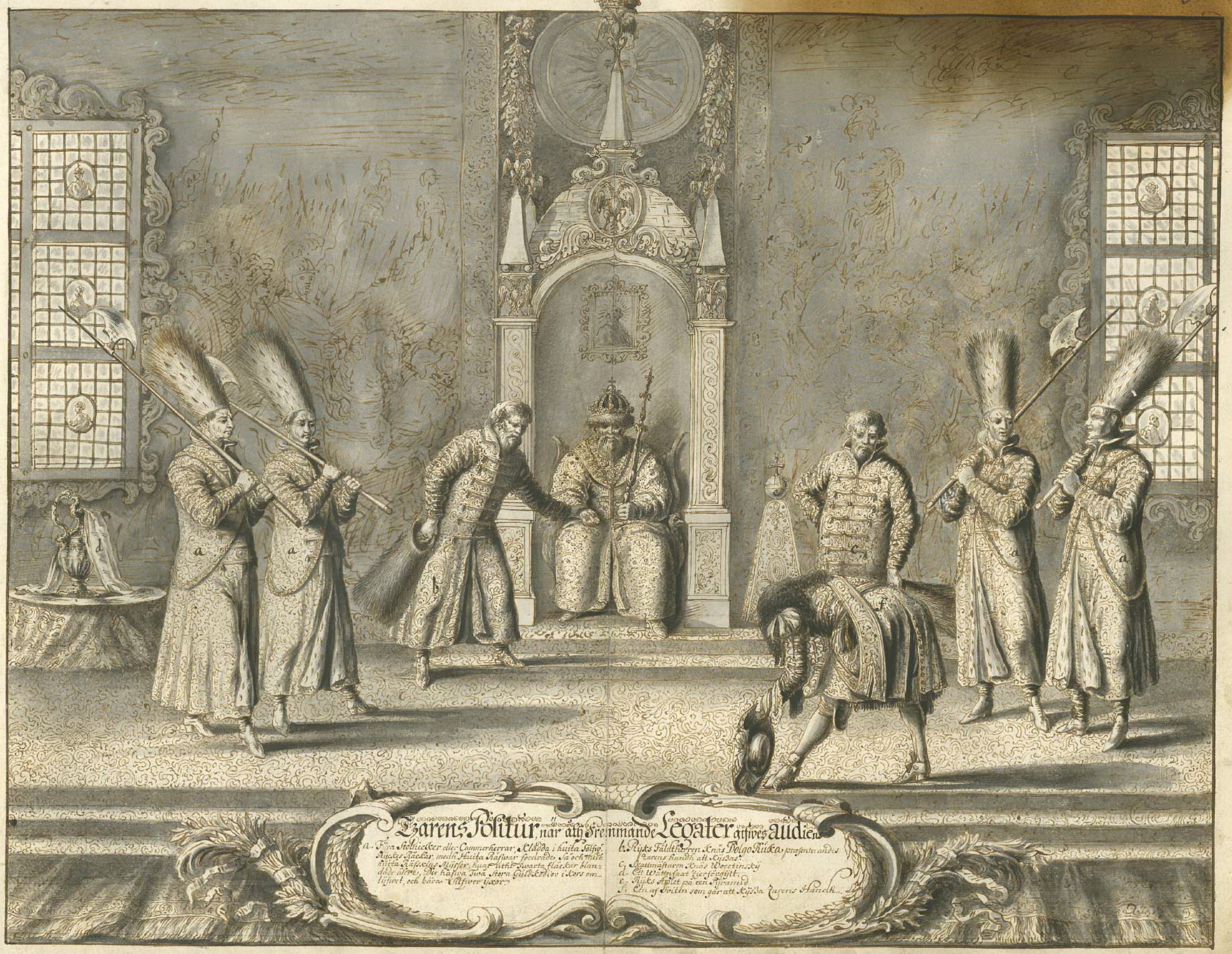
Ю. А. Долгоруков или его сын М. Ю. Долгоруков изображён слева от трона на аудиенции шведского посла Пальмквиста (1674)

Участвовал в избрании патриарха Иоакима (23 июля 1674). Заседал с Государём в селе Преображенском, где обсуждались государственные дела (18 ноября 1674). Указано ему быть в Дворовых воеводах (09 мая 1675). Назначен заведовать Стрелецким приказом и приказом Смоленского княжества (04 февраля 1676). Историк П. В. Седов делает предположение, что будучи на этой должности, он является автором царского указа о безместии полковников и голов московских стрельцов (24 февраля 1676).
Назначен управлять приказом Устюженской четверти (24 апреля 1676—1680). Во время венчания на царство Фёдора Алексеевича стоял с князем Никитой Ивановичем Одоевским на Чертожном месте (18 июня 1676). Местничал с князьями Ф.Ф. и Ф.А. Хилковыми (1677).
Ведал Хлебным приказом (с 01 сентября 1677—1678). Ведал приказами: Стрелецким, Княжества Смоленского, Пушкарским и Устюжской четверти (1678—1679) и соединённой с ним Костромской чети, Счётного (1678), Денежного и Доимочного сбора (1680—1682).
Указано ему на переговорах и съездах именоваться наместником Новгородским, то есть вторым по старшинству (07 марта 1680). Назначен начальником Ямского приказа (07 ноября 1680). Участвовал в Соборе по уничтожению местничества и подписался на грамоте об этом (12 января 1682).
Владел поместьями и вотчинами в Московском, Коломенском и Оболенском уездах. В Коломенском уезде имел кабак.

### Достижения
Будучи воеводой, одержал ряд побед во время русско-польской войны (1654—1667), в том числе в битве под Верками. 1 августа 1670 года возглавил войска, действовавшие в районе Арзамаса и Нижнего Новгорода против отрядов Степана Разина, которым нанёс тяжёлое поражение.
Был близок к царю Алексею Михайловичу, который назначил его опекуном над малолетним сыном Фёдором, но Долгоруков отказался от опекунства в пользу своего сына Михаила Юрьевича.

### Смерть

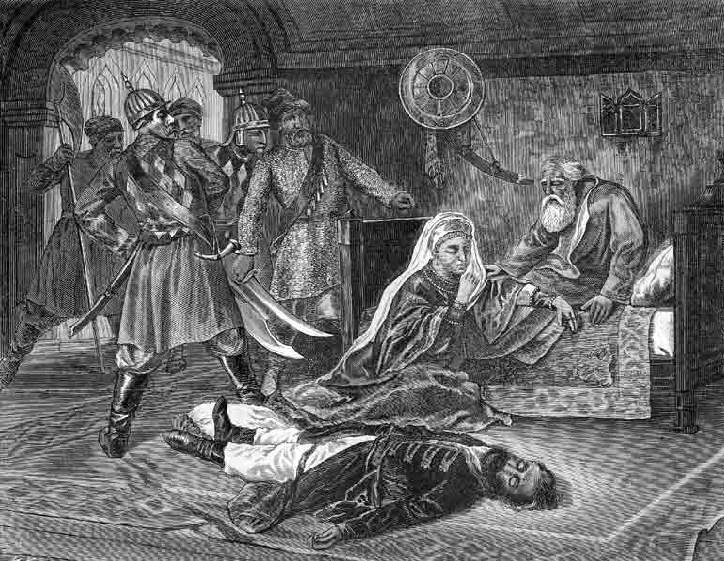
Гравюра «Убийство князя Михаила Долгорукого. 15 мая 1682.»

Убит вместе с сыном во время восстания стрельцов в Москве. Толпа взбунтовавшихся стрельцов ворвалась к нему в дом, выкинула его больного во двор, четвертовала, останки были брошены на площади напротив его двора. Погребён вместе с двумя жёнами в Богоявленском монастыре в Москве.

## Семья
Женат дважды.
Первая жена Елена Васильевна Морозова (о. 1610—1666) — дочь боярина Василия Петровича Морозова. Сын Михаил Юрьевич Долгоруков (ок. 1631—1682), стольник, боярин и дворецкий.
Вторая жена княжна Евдокия Петровна урождённая Пожарская († 1671) — дочь князя Петра Дмитриевича Пожарского и Марфы Семёновны. В первом браке была за Иваном Васильевичем Шереметьевым.

## Критика
Князь П. В. Долгоруков в Российской родословной книге сообщает, что в день коронации царя Алексея Михайловича (28 сентября 1645) Юрий Алексеевич был пожалован в окольничие. В Дворцовых разрядах подробно упомянуты все возведённые в сан окольничих, но князя Юрия Алексеевича между ними нет. Более того, через день после коронации, в Грановитой палате он упомянут в числе стольников «смотрел в большой стол» (29 сентября 1645), а получившие сан окольничего уже не назначались на такие должности. В Дворцовых разрядах ясно сказано: «того же году (25 ноября 1648) на праздник Введения Пресвятой Богородицы, пожаловал Государь из стольников в бояре князя Юрия Алексеевича Долгорукова...». Здесь тоже сделана ошибка в том, что праздник приходился на (21 ноября 1648), что окончательно и подтверждает Первая Псковская летопись.